# Терешпільський район
Тере́шпільський райо́н — колишній район Вінницької округи.

## Історія
Утворений 7 березня 1923 року в складі Вінницької округи Подільської губернії з центром у Терешполі з частин Терешпільської, Уланівської, Старо-Синявської волостей з заштатним містом Сальницею.
Розформований 17 червня 1925 року:
- села Терешпіль, Зофіпіль[3], Куманівці, Крупин, Війтівці, Качанівка і Семки ввійшли до складу Хмільницького району.

- села Паплинці, Чешки[4], Шпичинці[5] і хутір Перекора ввійшли до складу Старосинявського району Проскурівської округи.

- села Березівка, Северинівка, Цимбалівка, Бичева, Яблунівка, хутори Камінський, Рогізна і Любарка ввійшли до складу перечислюваного до Бердичівської округи Київської губернії Любарського району Житомирської округи.

- села Мазепинці[6], Мар'янівка, Сулківка, Скаржинці, Торчин, Митинці, Сальниця та Ігнатівка ввійшли до складу перечислюваного до Бердичівської округи Київської губернії Уланівського району.